# Quebrada

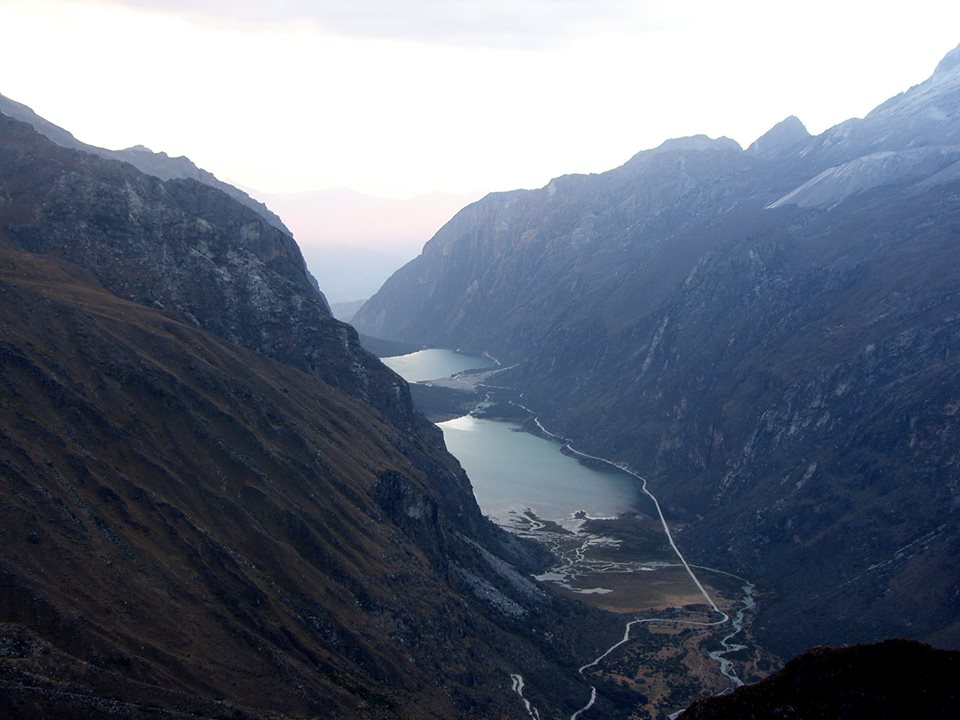
Vista de la quebrada glaciar de Llanganuco en Perú.

En geografía, el término quebrada define a un desfiladero, abertura o valle estrecho y escarpado que, encajonado, disecta relieves positivos o discurre entre montañas, formando una hondonada profunda cuyas laderas «caen» abruptamente hacia el fondo. Su origen puede encontrarse en la acción del discurrir de las aguas en el transcurso del tiempo o por actividad tectónica. Generalmente, por ella corre un arroyo o riachuelo, al menos, durante una parte del año o luego de tormentas.
Suelen ser muy apetecidas para vacacionar y hacer turismo ecológico o de aventura.

## Ejemplos de quebradas
En el Noroeste argentino, ejemplos de tales quebradas son la de Humahuaca, la de La Angostura, la del Toro, la de Las Flechas, la de San Lorenzo, la de Yatán, etc. 
En los Andes peruanos las quebradas fueron originadas por efecto de la desglaciación; las más conocidas son: Llanganuco, Santa Cruz, Ulta, Potaca y Honda, todas ubicadas en el departamento de Áncash. 
En Uruguay destaca la quebrada de los Cuervos, creada por el rozamiento del agua contra el suelo.